# 分素
分素 （resel）是图像分析领域使用的一个概念，其英文单词源自其英文全称resolution element。分素的其他推荐/候选中文名称包括：辨素、解素、析素。分素描述的是图像或立体图像（volume）的实际空间图像分辨率。
图像的分素数小于或等于图像的像素/体素数。在实际的图像里，不同位置上的分素可以有所不同，而局部分辨率则可以表示为“分素每像素”（即“分素/像素”），或者是“分素每体素”（即“分素/体素”）。
在功能神经成像分析领域，统计推理过程中就一同采用了随机场理论及对于分素数的估计。Keith Worsley则提出了对于分素数或者说粗糙程度的估计方法。
"Resel"一词与英文单词"pixel"和"voxel"相关。Waldo R. Tobler则可能是首位使用该单词的人之一。

## 参阅
- Kell因子